# Semiónovka (Amur)
|  | Per a altres significats, vegeu «Semiónovka». |

Semiónovka (en rus: Семёновка) és un poble de l'óblast de l'Amur, a Rússia, que el 2018 tenia 92 habitants, pertany al districte de Bureiski.